# Жунлу (владение)

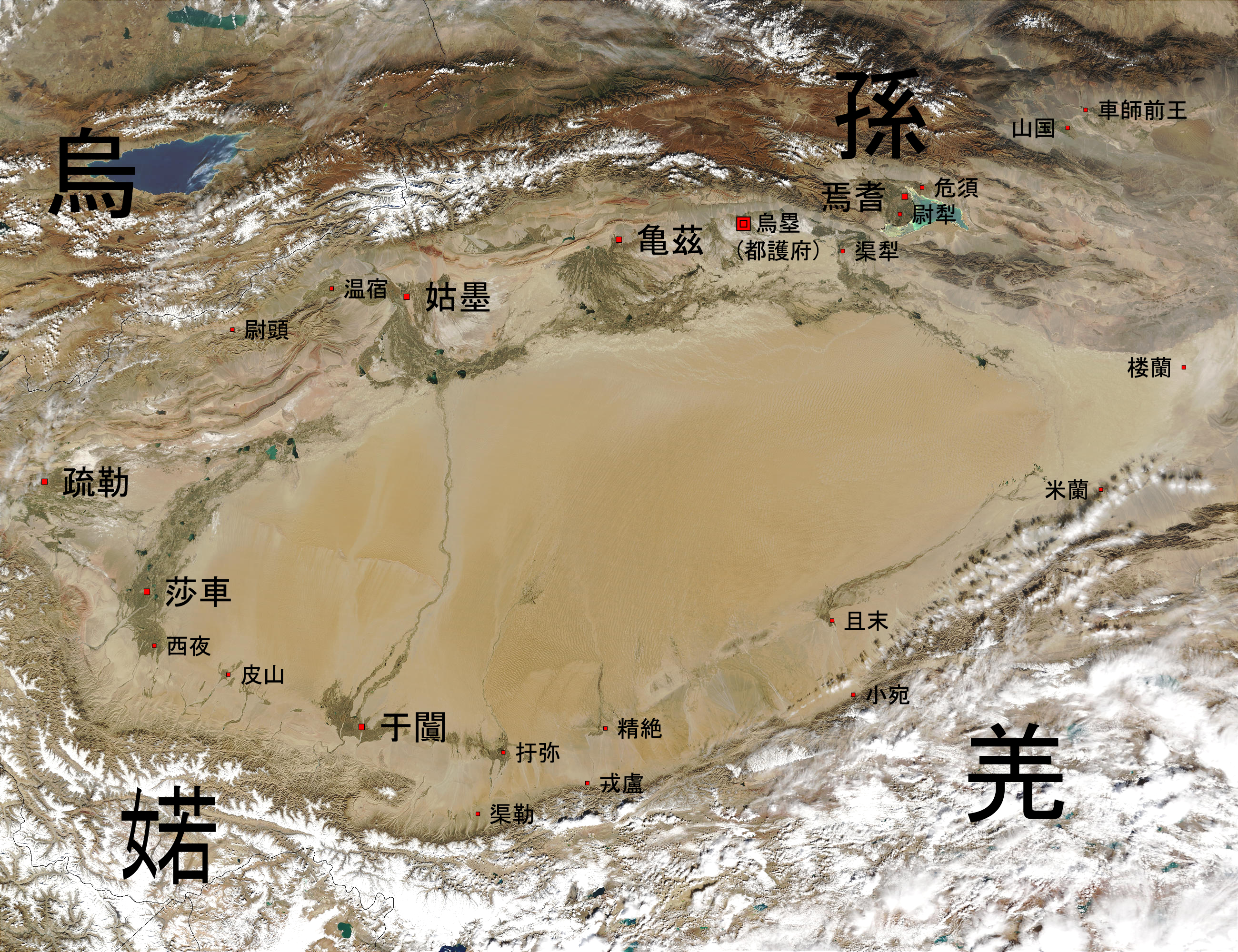
Жунлу (戎盧) на юге Таримского бассейна. I век.

Жунлу (кит. трад. 戎盧國, упр. 卢国, пиньинь rónglúguó, палл. жунлу го) — древнее княжество, южнее Шелкового пути, ныне горы в уезде Миньфэн, завоёвано при династии Хань, присоединено к Юйтянь.
Столица — город Бэйпин (卑品) в 8300 ли от Чанъани, 2858 ли до ставки наместника в нынешнем Бугуре. По ханьской переписи: 240 семейств, 1600 человек, 300 воинов.
Граничит на востоке с Сяовань, на юге с Жоцян, на западе с Цюйлэ.